# Mcauslanita
La mcauslanita és un mineral de la classe dels fosfats. Rep el nom de David Alexander McAuslan (1943-), antic director d'exploració oriental de la Shell Canada Resources Ltd.

## Característiques
La mcauslanita és un fosfat de fórmula química Fe₃Al₂(PO₄)₃(PO₃OH)F·18H₂O. Va ser aprovada com a espècie vàlida per l'Associació Mineralògica Internacional l'any 1986. Cristal·litza en el sistema triclínic. La seva duresa a l'escala de Mohs és 3,5.
Segons la classificació de Nickel-Strunz, la mcauslanita pertany a «08.D - Fosfats, etc. només amb cations de mida mitjana, (OH, etc.):RO₄ < 1:1» juntament amb els següents minerals: diadoquita, pitticita, destinezita, vashegyita, schoonerita, sinkankasita, mitryaevaïta, sanjuanita, sarmientita, bukovskyita, zýkaïta, giniïta, sasaïta, goldquarryita, birchita i braithwaiteïta.

## Formació i jaciments
Va ser descoberta a l'antiga mina d'estany d'East Kemptville, situada a la localitat homònima al comtat de Yarmouth (Nova Escòcia, Canadà), on s'explota tant l'estany com l'indi. Aquest indret és l'únic a tot el planeta on ha estat descrita aquesta espècie mineral.